# Rhamnus humboldtiana
Rhamnus humboldtiana är en brakvedsväxtart som beskrevs av Johann Jakob Roemer och Schult.. Rhamnus humboldtiana ingår i släktet getaplar, och familjen brakvedsväxter. Inga underarter finns listade i Catalogue of Life.